# Ministry of Defence Police and Guarding Agency
La Ministry of Defence Police and Guarding Agency (MDPGA, "Polizia del Ministero della difesa e Agenzia di guardia") è stata un'agenzia di polizia del Ministero della difesa del Regno Unito. È stata creata il 1º aprile 2004 ed è stata formalmente sciolta il 1º aprile 2013.

## Attività
L'MDP lavora a stretto contatto con il Ministry of Defence Guard Service e il Northern Ireland Security Guard Service, le forze di guardia civile del ministero, e con la Royal Navy Police, la marina (Royal Military Police e Military Provost Guard Service), la Royal Marines Police e l'Air Force (Royal Air Force Police).
L'MDP è responsabile della sicurezza delle installazioni di difesa nel Regno Unito e conduce pattuglie e indagini in uniforme presso queste installazioni. L'agenzia è presente in circa 120 installazioni di difesa, inclusi arsenali, depositi, basi navali, proprietà residenziali, aeroporti statunitensi, fabbriche di armi, istituti di ricerca militare e Royal Mint.